# Tillandsia sessemocinoi
Tillandsia sessemocinoi är en gräsväxtart som beskrevs av López-ferr., Espejo och P.Blanco. Tillandsia sessemocinoi ingår i släktet Tillandsia och familjen Bromeliaceae. Inga underarter finns listade i Catalogue of Life.